# Witternesse
Witternesse é uma comuna francesa na região administrativa de Altos da França, no departamento de Pas-de-Calais. Estende-se por uma área de 5,47 km². Em 2010 a comuna tinha 602 habitantes (densidade: 110,1 hab./km²).